# توم براون (عازف جاز)
توم براون (بالإنجليزية: Tom Brown)‏ هو عازف جاز أمريكي، ولد في 3 يونيو 1888 في نيو أورلينز في الولايات المتحدة، وتوفي بنفس المكان في 25 مارس 1958.

## وصلات خارجية
- توم براون على موقع ميوزك برينز (الإنجليزية)
- توم براون على موقع أول ميوزيك (الإنجليزية)
- توم براون على موقع ديسكوغز (الإنجليزية)